# Flipboard
A Flipboard é aplicativo agregador de conteúdo, de notícias, de publicações de redes sociais, de vídeos do YouTube, de sites de compartilhamento de fotos e, leitor personalizado de revistas digitais lançamento em 2010 pela empresa de mesmo nome, no formato revista impressa, que permite folhear as notícias e, criar revistas personalizadas para cada usuário.
A empresa Flipboard tem sede na cidade californiana de Palo Alto (Califórnia), com escritórios em Nova York, Vancouver e Pequim. Seu software, de mesmo nome, permite os usuários criarem revistas personalizadas, salvando conteúdo das revistas de outros usuários e de editoras. Em março de 2016, a empresa afirmou que foram criados 28 milhões de revistas de usuários. 
O serviço pode ser acessado via navegador web, ou por um aplicativo Flipboard para Microsoft Windows e MacOS, e por aplicativos móveis para iOS, Android e Windows Phone (descontinuado em 30 de agosto de 2017). O software do cliente está disponível gratuitamente e funciona em 21 idiomas.

## História
O Flipboard foi originalmente lançado para o iPad da Apple em 2010. No mesmo ano, foi lançado para iPhone e no iPod Touch.
A empresa arrecadou mais de US $ 200 milhões em financiamento de investidores, incluindo a Kleiner Perkins Caufield & Byers, Index Ventures, Rizvi Traverse Management e Insight Venture Partners, e um adicional de US $ 50 milhões do JPMorgan Chase em julho de 2015.
Em 5 de maio de 2012, o Flipboard foi lançado para smartphones Android, começando com o Samsung Galaxy S3. Em 30 de maio de 2012, uma versão beta do Flipboard para Android foi lançada por meio de seu site. Uma versão final estável do Flipboard para Android foi lançada em 22 de junho de 2012 no Google Play. A versão Windows 8 do aplicativo Flipboard também foi demonstrada durante a Microsoft 2013 Build Conference e no blog Flipboard com vídeo, embora nenhuma data de lançamento tenha sido dada. Em 22 de outubro de 2014, o Flipboard para Windows 8 foi implementado em dispositivos Windows Phone, começando com o Nokia Lumia 2520.
Em março de 2014, a Flipboard comprou o Zite, um aplicativo de leitura em estilo de revista, da rede de televisão CNN. A filtragem de conteúdo do Flipboard, o mecanismo de tópicos e o sistema de recomendações foram integrados a partir dessa aquisição. Zite foi fechada em 7 de dezembro de 2015.
Em fevereiro de 2015, o Flipboard ficou disponível na web. Até então, o Flipboard era um aplicativo móvel, disponível apenas em tablets e telefones celulares. O cliente da Web fornece links de páginas da Web em navegadores de desktop e não possui alguns recursos do software cliente.
Em fevereiro de 2017, a Flipboard atualizou seus aplicativos móveis para iOS e Android para a versão 4.0, que trouxe uma reformulação completa para o aplicativo e implementou novos recursos, como revistas inteligentes, que permitem agrupar diferentes itens, como várias fontes de notícias e hashtags.

## Recepção
Lançado inicialmente para iOS, a reação ao aplicativo foi principalmente positiva, com a Techpad chamando-o de um aplicativo de iPad "matador". A Apple avaliou o Flipboard positivamente, e o nomeou como o "iPad App of the Year". Quando uma nova atualização do software adicionou mais funcionalidades como suporte para o agregador web-based Google Reader, e conteúdo de mais editoras, o aplicativo recebeu uma análise favorável da Houston Chronicle.

## Censura na China
Em 15 de Maio de 2011, o Flipboard foi bloqueado pelo Grande Firewall da China. McCue disse em seu Twitter - "China agora bloqueou oficialmente o Flipboard."
A companhia então lançou sua primeira edição feita exclusivamente para a China. A partir de Fevereiro de 2015, a companhia começou a autocensurar usuários usando a versão chinesa do aplicativo. O guia de conteúdo para a China não inclui mais o Twitter e Facebook. As assinaturas existentes para o Twitter ou Facebook são também automaticamente removidas.